# Blacos
Blacos es un municipio y localidad española de la provincia de Soria, en la comunidad autónoma de Castilla y León. El término municipal, perteneciente al partido judicial de Burgo de Osma, tiene una población de 38 habitantes (INE 2024).

## Geografía
Integrado en la comarca de Tierras del Burgo, se sitúa a 37 km de la capital provincial. El término municipal está atravesado por la carretera nacional N-122, entre los pK 191 y 193. 
El relieve del municipio está definido por los valles del río Abión y del río Milanos por el sureste y por una zona más elevada de lomas y cerros por el noroeste. También cruza el territorio el río de Muriel Viejo, afluente del río Abión, además de numerosos arroyos. La altitud oscila entre los 1075 m al noroeste y los 970 m a orillas del río Abión. El pueblo se alza a 1000 m sobre el nivel del mar.
| Noroeste: Cabrejas del Pinar | Norte: Calatañazor | Noreste: Calatañazor      |
| Oeste: Cubilla               |                    | Este: Calatañazor         |
| Suroeste: Torreblacos        | Sur: Torreblacos   | Sureste: Rioseco de Soria |

En su término e incluidos en la Red Natura 2000 los siguientes lugares:
- Lugar de Interés Comunitario conocido como Riberas del Río Duero y afluentes, ocupando 14 hectáreas, el 1 % de su término.[2]
- Lugar de Interés Comunitario conocido como Sabinares Sierra de Cabrejas, ocupando 735 hectáreas, el 42 % de su término.[3]

## Historia

Término municipal.

En el censo de 1879, ordenado por el conde de Floridablanca, figuraba como lugar del partido de Calatañazor en la intendencia de Soria, con jurisdicción de señorío y bajo la autoridad del alcalde pedáneo, nombrado por el duque de Medinaceli. Contaba entonces con 259 habitantes.
A la caída del Antiguo Régimen la localidad se constituye en municipio constitucional en la región de Castilla la Vieja, partido de Almazán que en el censo de 1842 contaba con 43 hogares y 174 vecinos. Por decreto de 17 de julio de 1932, pasó del partido judicial de Almazán al del Burgo.

## Demografía
Cuenta con una población de 38 habitantes (INE 2024).
| Gráfica de evolución demográfica de Blacos entre 1842 y 2021                                                          |
| |
| Población de derecho según los censos de población del INE. Población de hecho según los censos de población del INE. |